# Steindlgasse 6

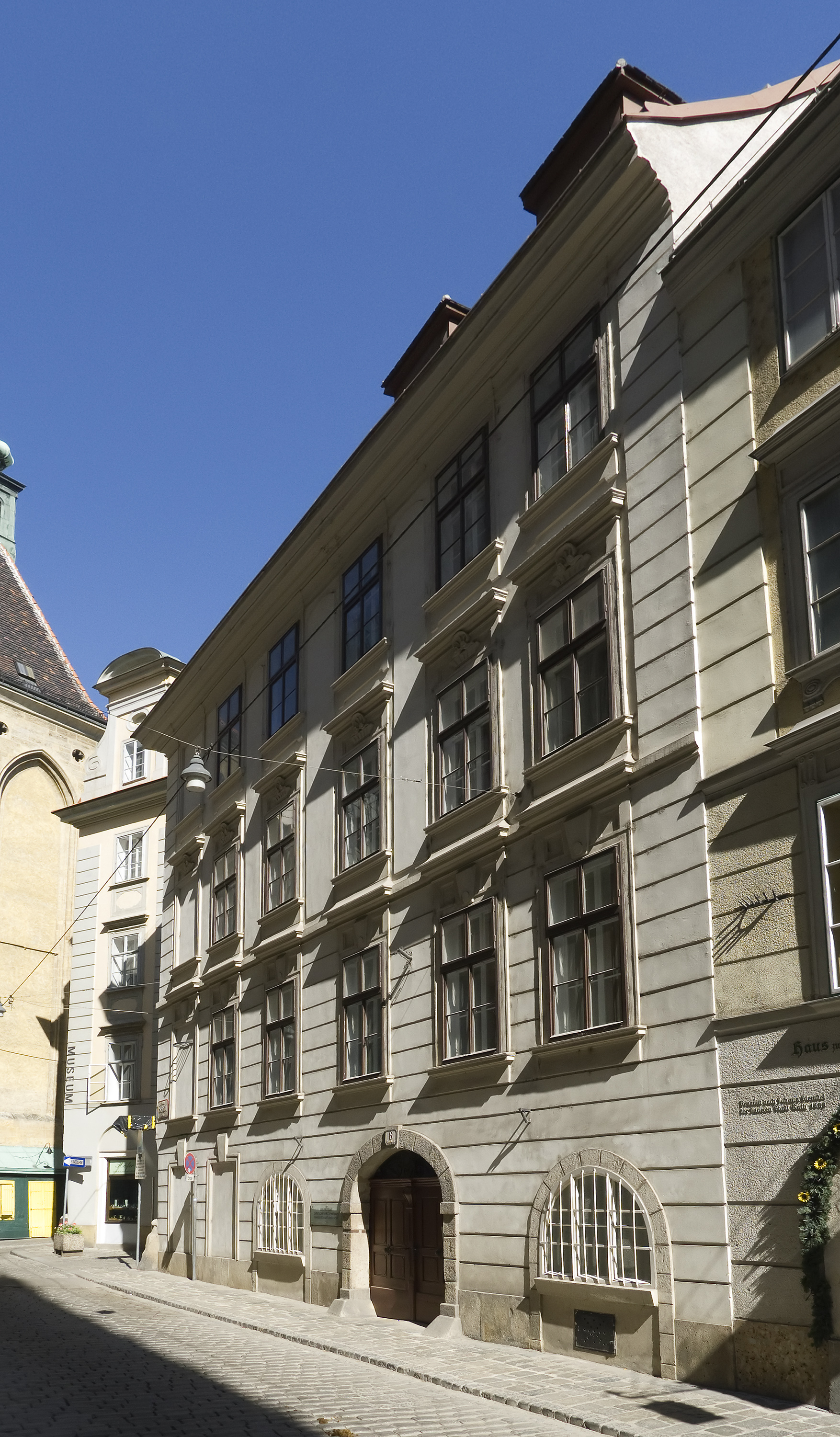
Steindlgasse 6

Das Gebäude Steindlgasse 6, „Zur goldenen Schlange“, ist ein Wohnhaus im 1. Wiener Gemeindebezirk Innere Stadt. Das Bauwerk steht unter Denkmalschutz (Listeneintrag).
Das Eckhaus mit der Identadresse Kurrentgasse 2 war zwei Jahre lang das Wohnhaus des heiligen Stanislaus Kostka. In seinem Wohnraum wurde die Stanislaus Kostka-Kapelle eingerichtet.

## Geschichte
Das Eckhaus Steindlgasse 6/Kurrentgasse 2 liegt im ältesten Stadtteil Wiens. Es war ein Teil des Judenviertels, dessen Grenzen die Kurrentgasse bildete. Das Judenviertel wurde in den Jahren 1420/21 im Zuge der Wiener Gesera aufgelöst. Im Keller des Hauses befinden sich straßenseitig Mauerwerksstrukturen, die aus dem 13. und 14. Jahrhundert und damit aus der Zeit des Judenviertels stammen könnten.
Um 1454 ist Helene Kottannerin, eine Kammerfrau der ungarisch-böhmischen Königin Elisabeth, der Mutter des Ladislaus Postumus, als erste Besitzerin des (Vorgänger-)Hauses nachgewiesen.
Das heutige Gebäude wurde Mitte des 16. Jahrhunderts errichtet. Im Laufe der Zeit wechselten die Eigentümer des Hauses häufig.
Am 26. Juli 1564 kam der damals knapp 14-jährige Stanislaus Kostka, gemeinsam mit seinem Bruder Paul in Begleitung des Hauslehrers Jan Biliński nach Wien und zog in das Jesuitenkonvent ein. Er verbrachte in Wien drei teilweise schwierige Jahre, die zu dem Wunsch führten, ins Noviziat der Gesellschaft Jesu einzutreten. Nachdem Kaiser Maximilian II. im Frühjahr 1565 das Internat auflöste, fanden Stanislaus, sein Bruder und weitere Schüler des Jesuitenkollegs in einem Mietshaus in der Kurrentgasse 2 Unterkunft. Eine Überlieferung berichtet von folgender Begebenheit in diesem Haus: Im Dezember 1566 erkrankte Stanislaus Kostka schwer und verlangte nach der heiligen Kommunion. Da dem katholischen Priester durch den lutherischen Vermieter der Zugang zum Haus verwehrt wurde, wendete sich Stanislaus an die heilige Barbara, die dem Kranken in Begleitung von Engeln erschien und ihm die Kommunion brachte. Kurz darauf erschien ihm die Gottesmutter mit dem Jesuskind, das sie ihm in die Arme legte. Er empfing von ihr das Wunder der Heilung und wurde angewiesen, der Gesellschaft Jesu beizutreten. 1567 verließ er Wien zu Fuß Richtung Rom.
1583 wurde in seinem Wohnraum eine einfache Hauskapelle eingerichtet. Seit 1700 wird das Gebäude erstmals „Zur goldenen Schlange“ genannt. 1535 kam das baufällige Haus durch Kauf in den Besitz von Maria Barbara Koller von Mohrenfeld, einer Musikerwitwe. Sie ließ 1742, 16 Jahre nach der Heiligsprechung Kostkas, die Kapelle neu gestalten und mit Gold- und Marmorschmuck ausstatten. 1757 ließ sie das ganze Haus umbauen, aufstocken und die Fassade neu gestalten. In ihrem Testament verfügte sie, dass die Mieterträge des Hauses zur Erhaltung der Kapelle einzusetzen seien, damit wurde die „Mohrenfelssche Stiftung“ gegründet. Die Betreuung der Kapelle und Administration der Stiftung übertrug sie den Jesuiten. Nach der Aufhebung des Ordens im Jahr 1773 ging das Haus in weltliche Hände über. Ab dem Jahr 1782 oder 1783 wurde das Haus Steindlgasse 6 als Pfarrhof der Kirche am Hof genutzt. Zelebrant in der Stanislaus-Kostka-Kapelle war unter anderem Klemens Maria Hofbauer, unter den Ministranten war Kaiser Karl I. Ab 1915 gehörte das Anwesen Steindlgasse 6 dem Christlichen Verband der weiblichen Hausbediensteten in Wien, bevor es 1938 von den Nationalsozialisten in die „Vermögensverwaltung der Deutschen Arbeiterfront“ einverleibt und an die Erzdiözese Wien verkauft wurde. Durch ein Rückstellungsverfahren erhielt es 1948 der Verband der christlichen Hausgehilfinnen in Wien zurück.
Die Kapelle wurde 1951 restauriert.  2021 übernahmen die Jesuiten das Gebäude vom Berufsverband Wien christlicher Arbeitnehmer im hauswirtschaftlichen Dienst und ließen es, ausgenommen die Kapelle, generalsanieren. Dabei wurde in einem Raum, dem Stanislaussaal, eine Riemenbalkendecke mit dekorativen Malereien aus dem 16. Jahrhundert entdeckt, freigelegt und restauriert.

## Baubeschreibung

### Außenbeschreibung
Die Sockelzone des Hauses hat in der Steindlgasse ein Korbbogenportal auf Pfeilern. Sie wurde später verändert, während das Holztor noch aus der Bauzeit stammt. In der Kurrentgasse befindet sich ein korbbogiges, verdachtes Kapellenportal mit stuckierter Kartusche. Auch hier ist das Holztor original erhalten. Die Hauskante hat einen Prellstein. Die Obergeschoße mit Eckbänderung haben gerade verdachte, durch Parapete verbundene Fenster, zwischen vertikalen Wandfeldern. Der Dekor in den Sturzfeldern ist sehr schlicht und besteht aus Muscheln und Keilsteinen.
Die Fassade in der Kurrentgasse hat ein vergittertes Kapellenfenster mit gesprengtem Dreiecksgiebel auf Volutenkonsolen. Der Giebel ist mit Engelsskulpturen und einer Kartusche mit der Inschrift 1757 gestaltet.

### Innenbeschreibung
Im Erdgeschoß gibt es mehrere Stichkappentonnengewölbe aus der Mitte des 16. Jahrhunderts. Der Stiegenaufgang auf der Seite der Kurrentgasse ist platzlgewölbt und durch Pilaster gegliedert. Im ersten Obergeschoß ist das Stiegenhaus stuckiert. Der Stuck stammt aus dem Jahr 1742. Im Stiegenhaus hängen zwei Gemälde – eins stellt den „Tod des heiligen Stanislaus Kostka“ dar; gemalt wurde es im letzten Viertel des 19. Jahrhunderts. Das zweite Bild zeigt den „jungen adeligen Stanislaus Kostka, vermutlich mit dem polnischen König Sigismund II. August“. Es wurde Mitte des 18. Jahrhunderts gemalt.
Der Gang im ersten Stock, der Kapellengang, ist schlicht stuckiert. Er wird von drei steingerahmten Türen aus der Zeit um 1600 durchbrochen. An zwei Metalltüren sind originale Beschläge aus der Zeit um 1600 erhalten. Die dritte Tür ist eine Holztür aus der Barockzeit. Eine Oberlichte mit barockem Gitter dient als Lichteinlass. Der Kapellengang ist durch ein Lanzengitter vom Stiegenhaus abgetrennt. In ihm hängt ein Bild der Gottesmutter Maria mit Kind im vergoldeten Strahlenkranz. Es wurde Mitte des 18. Jahrhunderts gemalt.
Der Keller ist zweigeschoßig und stichkappentonnengewölbt. Das Kellerportal ist ein steingerahmtes Rundbogenportal aus der Mitte des 16. Jahrhunderts. Entlang der Kurrentgasse ist der Keller als Bruchsteinmauerwerk mit einer Mauerkante ausgeführt. Diese Mauer ist vermutlich ein Fundament des Torbaus des Judenviertels.
Der Dachboden von 1757 ist großteils erhalten.

### Stanislaus Kostka-Kapelle
Kapelle

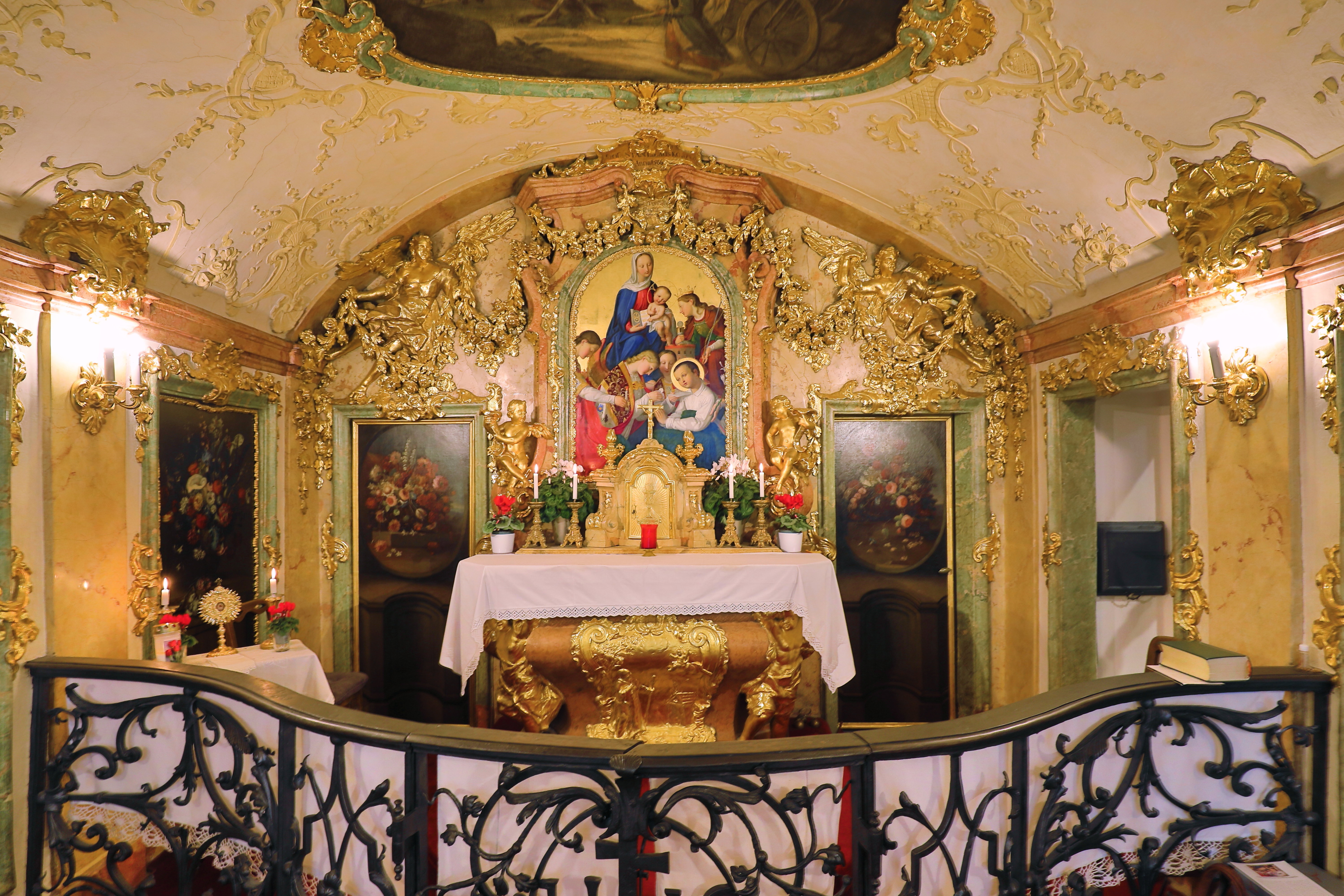
Stanislaus-Kostka-Kapelle

Die Stanislaus Kostka-Kapelle befindet sich im ersten Obergeschoß. Sie ist ein von einer Segmentbogentonne überwölbter Saal mit zwei tiefen Türnischen und spätbarocker Ausstattung aus dem Jahr 1742. Die Stuckmarmorverkleidung der Wand ist in Rosa gehalten, Sockel, Lisenen und das verkröpfte Gesims sind rot. Der Stuckdekor ist in Form von Pflanzen gestaltet und vergoldet. In die Wandfelder sind grünblaue Stuckmarmorbilderrahmen mit Blumenstillleben eingearbeitet. Die Bilder sind mit J. H. Strupp signiert. Das Gewölbe ist mit reicher Stuckierung gestaltet, bestehend aus spätem Bandlwerk und Füllhörnern zwischen rötlichen Stuckmarmorgurten. Im Gewölbe befinden sich zwei Gemälde in ovalen, grünblauen Stuckmarmorrahmen. Das eine zeigt die „Flucht des heiligen Stanislaus Kostka aus Wien“ und das zweite die „Aufnahme Stanislaus Kostkas in den Jesuitenorden durch Francisco de Borja“. Die Bilder wurden von 1927 bis 1951 durch Bilder von Hans Fischer verdeckt, heute hängen die Bilder Fischers im Vorraum.
An der stuckmarmorverkleideten Altarwand steht ein Sarkophagaltar mit volutengerahmtem Retabel und vergoldeten Genienskulpturen (Füllhörnern) dahinter. Über den Altar sind Fruchtgehänge und eine beschädigte Weiheinschrift in Kartuschen gelegt, die von vergoldeten Engeln in den Zwickeln gehalten werden. Das Altarbild im Rundbogenfeld des Retabels zeigt Stanislaus Kostka, dem ein Engel die Kommunion reicht, über ihm die Gottesmutter mit dem Jesuskind und die heilige Barbara. Nach einer Legende hatte der lutherische Hausherr es nicht zugelassen, dass ein katholischer Priester dem schwerkranken Kostka die Kommunion brachte, weshalb auf Fürsprache der hl. Barbara ein Engel eintrat. Abweichend davon heißt es, das Gemälde beziehe sich auf eine Vision des Heiligen. Das Bild wurde 1840 von Franz Stecher gemalt. Auf dem vergoldeten Tabernakel stehen Flammenvasen und ein Kruzifix.
Der untere Teil des Altars stammt aus einer anderen Kirche. Er ist mit vergoldeten Genienatlanten an den Ecken verziert; ein Relief zeigt den Christusknaben, der dem heiligen Stanislaus erscheint.
Der Altarraum und der Raum für die Gläubigen werden durch ein geschwungenes Kommuniongitter voneinander getrennt.
Sakristei
Die Sakristei ist segmentbogenförmig überwölbt und weist Stichkappen auf. Sie ist schlicht stuckiert. In der Sakristei steht ein pilastergerahmter Retabelaltar aus marmoriertem Holz. Er stammt aus der Mitte des 18. Jahrhunderts. Auf dem Altar stehen ein Elfenbeinkruzifix mit Maria und Maria Magdalena aus dem dritten Viertel des 18. Jahrhunderts. Ein Medaillonbild stellt Maria mit Kind dar.
Stanislaus-Saal

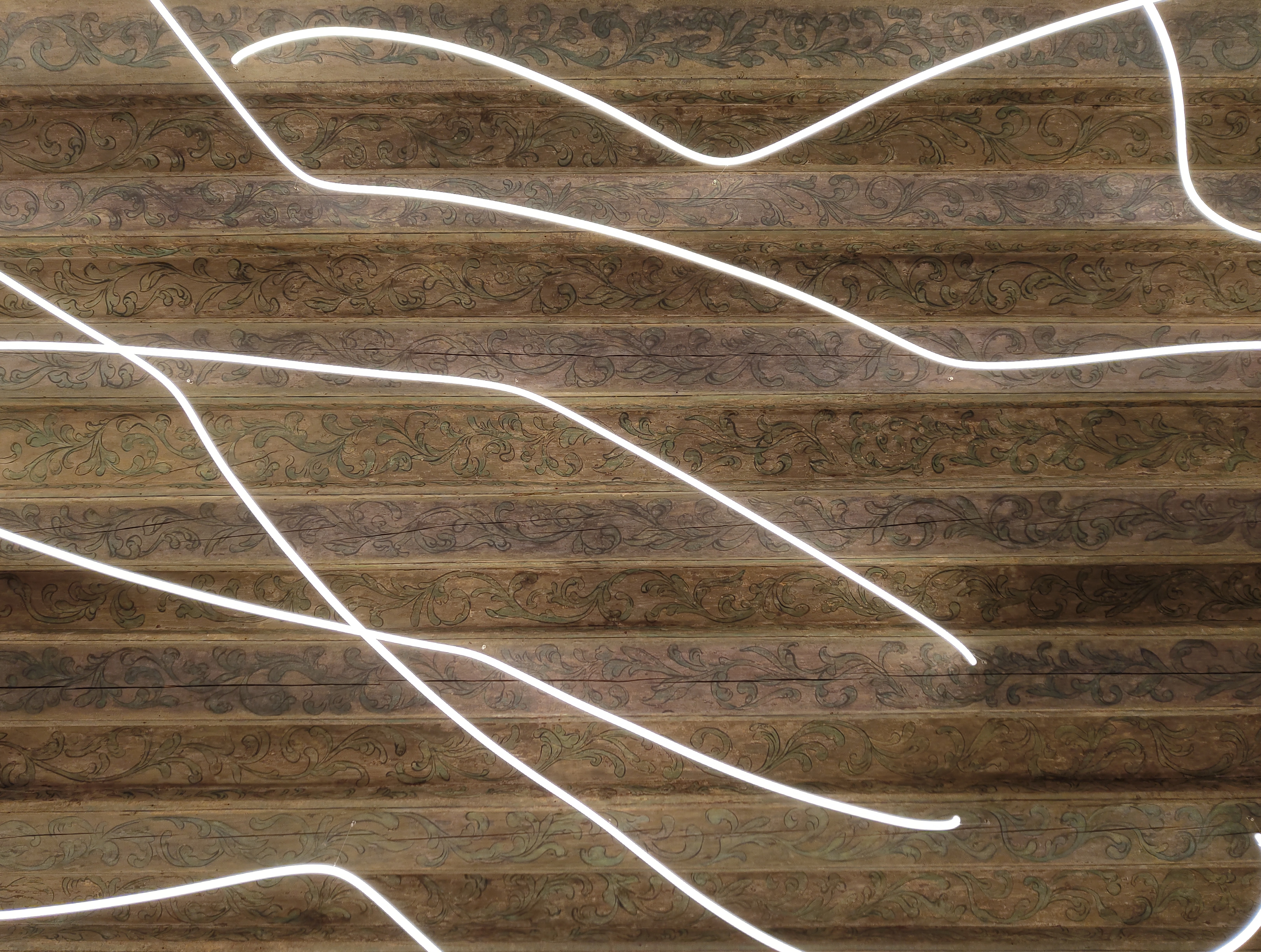
Ausschnitt der Riemenbalkendecke im Stanislaus-Saal

Der Stanislaus-Saal ist ein in den Jahren 2022 und 2023 geschaffener Veranstaltungssaal im ersten Obergeschoß mit 62 m² Grundfläche und Parkettboden.
Im Zuge der Generalsanierung des Hauses in den Jahren 2022 und 2023 wurde im heutigen Stanislaus-Saal unter dem Deckenputz eine polychrom gefasste Riemenbalkendecke aus Fichten- und Tannenholz mit dekorativen Rankenmalereien entdeckt. Durch eine dendrochronologische Untersuchung konnten die verwendeten Hölzer auf die Jahre zwischen 1525 und 1547 datiert werden. Mit Unterstützung des Bundesdenkmalamtes konnte ein Teil der für das 16. Jahrhundert typischen Dekorationsmalerei gereinigt und restauriert werden. Dabei kam eine reversible Methode zum Einsatz, mit deren Hilfe selbst jene Malereien, die bereits ganz verschwunden waren, wieder rekonstruiert werden konnten. Mithilfe von bedruckten, sehr dünnen Seidenpapierstreifen wurde das farbliche Grundmuster auf die Fehlstellen aufgetragen und händisch nachretuschiert.
Eine Lichtinstallation beleuchtet die Holzdecke gleichmäßig und sorgt für eine  verbesserte Sichtbarkeit des floralen Dekors der Rankenmalerei.
Im Stanislaus-Saal hängt ein Bild von Franz Stecher aus dem Jahr 1839, das die „Kommunion des heiligen Stanislaus“ zeigt.